# Битка код Полтаве
Битка код Полтаве (рус. Полтавская битва, швед. Slaget vid Poltava) одиграла се 28. јуна 1709. (8. јула по грегоријанском календару). Била је то преломна битка Великог северног рата између Русије под царом Петром Великим и Шведске предвођене краљем Карлом XII.

## Битка
Битка се одиграла код Полтаве у данашњој Украјини.
На почетку битке руска царска војска је бројала 45.000 војника и 72 артиљеријска оруђа. Њихов противник су били 25.000 шведских војника са само 4 исправна оруђа. Руску војску су предводили: Петар Велики, Александар Меншиков и Борис Шереметјев. Шведску војску су предводили: краљ Карл XII, Карл Густав Ренскјолд, Адам Лудвиг Левенхаупт и Адам Фридрих фон Штакелберг. Хетман Иван Мазепа се са својим козацима сврстао на страну Швеђана.
Шведска војска рачунала је на премоћ у употреби хладног оружја, бајонета и мачева, док је руска војска рачунала на премоћ у ватреном оружју, топовима и пушкама. Руси су дан раније изградили шест четвороугаоних редута у линији на раздаљини 100 метара један од другог, али су током ноћи изградили још четири редута тако да је формација редута била у облику слова Т. Швеђани су током битке заузели и спалили прва два редута, али су их руске посаде са топовима зауставиле код осталих редута. У подне су Швеђани кренули у напад на Русе у пољу. Руске линије су се благо повукле под налетом Швеђана, али је Петар Велики повео напад. У том моменту руске линије су се исправиле и почеле да потискују Швеђане, тако да су шведске линије под налетом Руса биле због бројчане слабости развученије, у немогућности да одрже ватру, док су Руси због бројчане супериорности имали гушће линије и већу ватрену моћ. То је довело до пуцања шведских линија и потпуног слома шведске војске.

## Последице
Битка је окончана потпуним уништењем шведске војске. Овим поразом је Шведска трајно изгубила статус велике европске силе, док је Русија заузела њено место. Краљ Карл и Иван Мазепа су избегли са 1.500 војника у турску Молдавију, где је краљ провео 5 година у егзилу пре повратка у Шведску.

## Битка у популарној култури
Битка је екранизована у серији Петар Велики и у филму Слугин господар. Политикин Забавник из 1940. и 1941. издавао је стрип о Петру Великом у ком је у мартовском броју 216 из 1941. изашао сегмент о бици на Полтави.